# Virisila Buadromo
Virisila Buadromo (nascuda el 1972) és una periodista i activista política de Fiji. Va ser la directora del Moviment pels drets humans de les Dones de Fiji (Fiji Women's Rights Movement, FWRM) des de 2001 fins al 2015.
També va ser la directora de l'emissora de ràdio angloparlant FM96.

## Opinions polítiques
El 15 d'agost de 2006, Buadromo va defensar la legalització de l'avortament a Fiji.

## El cop d'estat de 2006
Buadromo va condemnar enèrgicament el cop militar que va deposar el govern elegit del primer ministre Laisenia Qarase el 5 de desembre de 2006.
El servei de notícies de Fiji Village va informar el 9 de desembre que ella havia emès una forta advertència a totes les persones interessades a sol·licitar càrrecs ministerials en un govern que tenia el suport militar que era il·legal, i que el FWRM documentava els esdeveniments arran del cop d'estat.
Fiji Village va publicar l'11 de desembre que Buadromo havia rebut el 4 de desembre una trucada anònima d'un home que intentava intimidar-la perquè deixés la seva campanya contra els militars.
Fiji Times la va citar el 12 de desembre afirmant que Fiji tenia una «cultura de cop» que s'havia perpetuat pel fracàs dels successius governs per processar els autors dels cops anteriors, des del cop de 1987.
El 15 de desembre va condemnar l'advocat Rodney Acraman per acceptar la posició d'Ombudsman i del president de la Comissió de Drets Humans de Fiji.
El 20 de desembre, Fiji Times i Fiji Sun la van citar dient que havia fet una extensió de la llista negra de persones que ocupen càrrecs al servei civil. «Aquests no són assignats. S'estan oferint posicions a les juntes d'organismes estatutaris o cossos corporatius, que són parcialment públics o de titularitat pública. És el mateix que acceptar una posició al govern provisional il·legal», va dir Buadromo.
El 23 de desembre, el comodor Frank Bainimarama, comandant de les forces militars de Fiji, va acusar Buadromo, juntament amb l'advocat Imrana Jalal, d'haver publicat la seva adreça de correu electrònic personal i el número de telèfon mòbil als periòdics, i que això li causava problemes.
El 25 de desembre, diverses agències de notícies van informar que Buadromo, el seu soci Arshad Daud, i els activistes a favor de la democràcia Imraz Iqbal, Jacqueline Koroi, Laisa Digitaki i Peter Waqavonovono havien estat convocats al Queen Elizabeth Barracks (el quarter general de l'exèrcit de Fiji), a Suva, al voltant de mitjanit. Hi va haver al·legacions que els soldats havien assaltat alguns d'ells, els havien obligat a caminar una llarga distància als afores de la ciutat i els havien dit que anirien a casa seva.

## Vida personal
El seu pare, Seni Buadromo, va ser alcalde de Suva, i la seva mare, Liku, són tots dos de les Illes Lau. Té quatre germanes. Buadromo està casada amb Arshad Daud, un indi fijià.
Buadromo és cristiana.
El 10 de març de 2008, el secretari d'estat dels Estats Units li va atorgar el Premi Internacional Dona Coratge.